# Groot Woordenboek Afrikaans en Nederlands
Het Prisma groot woordenboek Afrikaans en Nederlands of het Pharos Groot Woordeboek Afrikaans en Nederlands is een verklarend en vertalend woordenboek. Het woordenboek vergelijkt het Afrikaans en het Nederlands. Het Groot Woordenboek Afrikaans en Nederlands is het eerste woordenboek ter wereld dat twee op elkaar lijkende talen amalgameert. Dit wil zeggen dat het woordenboek slechts uit één deel bestaat, waarin woorden uit beide talen door elkaar - maar wel op alfabetische volgorde - worden beschreven en vertaald. Het woordenboek staat ook wel bekend als ANNA.

## Initiatief
Op 9 april 1998 benaderde Harry Brinkman, destijds erevoorzitter van de Stichting ZASM (deze stichting kwam voort uit de Nederlandsch-Zuid-Afrikaansche Spoorwegmaatschappij), professor Willy Martin van de Vrije Universiteit Amsterdam met het idee voor een Afrikaans-Nederlands woordenboek. In 1999 begon het project. De samenstelling van het woordenboek werd ondersteund door zes universiteiten:
- Katholieke Universiteit Leuven
- Nelson Mandela-universiteit
- Noordwest-Universiteit, Potchefstroomcampus
- Universiteit Stellenbosch
- Universiteit Hasselt
- Vrije Universiteit Amsterdam

Tijdens de Haalbaarheids- en Definitiestudie voor het ANNA werd bevonden dat het maken van het woordenboek commercieel oninteressant was. Daarom ondersteunden verschillende Nederlandse, Surinaamse, Vlaamse en Zuid-Afrikaanse belangenorganisaties het project met een lobby of een financiële bijdrage:
| - Afrikaanse Taalraad - Joan Louw Trust - LW Hiemstra Trust, Kaapstad - Suid-Afrikaanse Akademie vir Wetenskap en Kuns - Nederlands Zuid-Afrikaanse Vereniging | - Prins Bernhard Cultuurfonds - PUK-Kanselierstrust Noordwes-Universiteit, Potchefstroom - Universiteit Stellenbosch - Stichting ZASM - Van den Berch van Heemstede Stichting |

Daarnaast droegen ook verschillende overheidsinstanties bij:
- Nederlandse Taalunie
- Vlaamse regering, afdeling Buitenlandse Zaken

Uiteindelijk duurde de ontwikkeling van het woordenboek van het initiatief tot aan de presentatie van het woordenboek ruim 13 jaar, waarvan de samenstellers meer dan 10 jaar bezig geweest zijn met het samenstellen van het woordenboek. Het eerste exemplaar werd op 23 april 2011, tijdens de jaarvergadering van de Nederlands Zuid-Afrikaanse Vereniging in de Marmerzaal van het Koninklijk Instituut voor de Tropen, uitgereikt aan de Nederlandse schrijver Adriaan van Dis.
Op vrijdag 26 augustus 2011 werd het woordenboek gepresenteerd in de Zuid-Afrikaanse hoofdstad Kaapstad. Dit gebeurde onder meer in het bijzijn van Kris Peeters, de Minister-president van Vlaanderen, en Helen Zille, de premier van de provincie West-Kaap. Zille is tevens de leider van de Zuid-Afrikaanse oppositie en de grootste Afrikaanstalige partij, de Demokratiese Alliansie.

## Amalgamatie
Gebruikte weergave:
[ ... ] 

Baadjie (A) 

Bad (A&N) 

Badjas (N) 

Badkamer (A&N) 

Badplaas (A)

[ ... ]
Het Groot Woordenboek Afrikaans en Nederlands is een geamalgameerd woordenboek: woorden uit beide talen staan op alfabetische volgorde door elkaar, waardoor taalovereenkomsten en taalverschillen direct getoond wordt. Het Groot Woordenboek Afrikaans en Nederlands is het eerste geamalgameerde woordenboek ter wereld.
Dit model is door de samenstellers van het woordenboek bedacht om te voorkomen dat gelijke Afrikaanse en Nederlandse woorden vier keer in het woordenboek genoemd worden: eerst in een deel Afrikaans-Nederlands en later in een deel Nederlands-Afrikaans. Het aantal en belang van deze dubbele woorden is nauwelijks te onderschatten, omdat 90 tot 95% van de Afrikaanse woorden zijn oorsprong in het Nederlands kent. Woorden, die anders geschreven worden dankzij de geldende verschillende spellingsregels worden als hetzelfde woord beschouwd. Indien de schrijfwijze van het Afrikaans dusdanig afwijkt van het Nederlands, dat dit zoekproblemen oplevert, is er op de desbetreffende plaats een verwijzing naar het woord (geschreven in de andere spelling) geplaatst. Door slechts een lijst te publiceren, werden dubbele vermeldingen voorkomen en was er meer ruimte voor andere woorden.

## Inhoud en wetenschappelijke waarde
Het woordenboek bevat ongeveer 60.000 woorden. Hiervan komen ongeveer 30.000 woorden zowel in het Afrikaans als in het Nederlands voor, de zogenaamde gelijke cognaten. Daarnaast zijn nog ongeveer 15.000 Afrikaanse woorden in het Nederlands vertaald en 15.000 Nederlandse woorden in het Afrikaans vertaald. Bij alle woorden is het Nederlandse woordgeslacht en het bepaalde lidwoord weergegeven. Dit is in het Afrikaans weggelaten, omdat het Afrikaans geen woordgeslacht en slechts een bepaald lidwoord kent. De samenstellers van het woordenboek wilden ook tijdens het samenstellen van het woordenboek Afrikaanse en Nederlandse woorden vergelijken.
Voordat begonnen werd met het samenstellen van het woordenboek hebben de samenstellers de volgende hypothesen opgesteld:
|    | Gevoel                                          | Taalkundige omschrijving |
| -- | ----------------------------------------------- | --- |
| 1. | Het Afrikaans is bijna Nederlands               | Het Afrikaanse en Nederlandse woord zijn cognaten. (*)                                                                                           |
| 2. | Het Afrikaans is "zuiverder" dan het Nederlands | Het Afrikaans maakt meer neologismen aan de hand van samenstellingen uit de eigen taal dan van leenwoord in vergelijking met het Nederlands. (*) |
| 3. | Het Afrikaans is beeldrijker dan het Nederlands | Het Afrikaans maakt meer gebruik van beeldspraak dan het Nederlands. (*)                                                                         |
| 4. | Het Afrikaans is exotischer dan het Nederlands  | Het Afrikaans kent veel woorden uit inheemse Bantoetalen en immigrantentalen, zoals Maleis.(*)                                                   |

(*) Let op: dit zijn hypothesen; met andere woorden, stellingen die nog onderzocht moeten worden.
Na de samenstelling van het woordenboek, die gepaard ging met een vergelijking van Afrikaanse en Nederlandse woorden, concludeerden de samenstellers dat het Afrikaans niet zuiverder is dan het Nederlands, omdat zij wegens de (relatief jonge) invloed van het Zuid-Afrikaans-Engels op de Afrikaanse spreektaal veel meer Engelse leenwoorden gebruikt dan tot nu toe werd aangenomen. Daarnaast blijkt echter de invloed van de Bantoetalen en andere immigrantentalen op het Afrikaans kleiner te zijn dan voorheen werd aangenomen.